# گروسشوناو (زاکسونی)
گروسشوناو (به آلمانی: Großschönau) یک شهر در آلمان است که در گورلیتس واقع شده‌است. گروسشوناو ۶٬۴۱۶ نفر جمعیت دارد.